# FV Illertissen
Der Fußballverein Illertissen e. V. (kurz FV Illertissen) ist ein Fußballverein aus der Stadt Illertissen. Obwohl der Verein in Bayern beheimatet ist, gehörte er wegen seiner Grenzlage bis zur Saison 2011/12 dem Württembergischen Fußballverband an. Zur Saison 2012/13 wechselte er freiwillig in den Bayerischen Landesverband.

## Geschichte
Der FV Illertissen wurde 1921 gegründet. 1963 gewann der Verein mit einem Sieg über den SV Hussenhofen als erste bayerische Mannschaft den WFV-Pokal. Nachdem man die Saison 2007/08 auf dem 3. Platz in der Verbandsliga Württemberg abgeschlossen hatte, reichten in der Relegation ein 4:2 gegen den Kehler FV und ein 1:2 gegen Amicitia Viernheim zum erstmaligen Aufstieg in die Oberliga Baden-Württemberg.

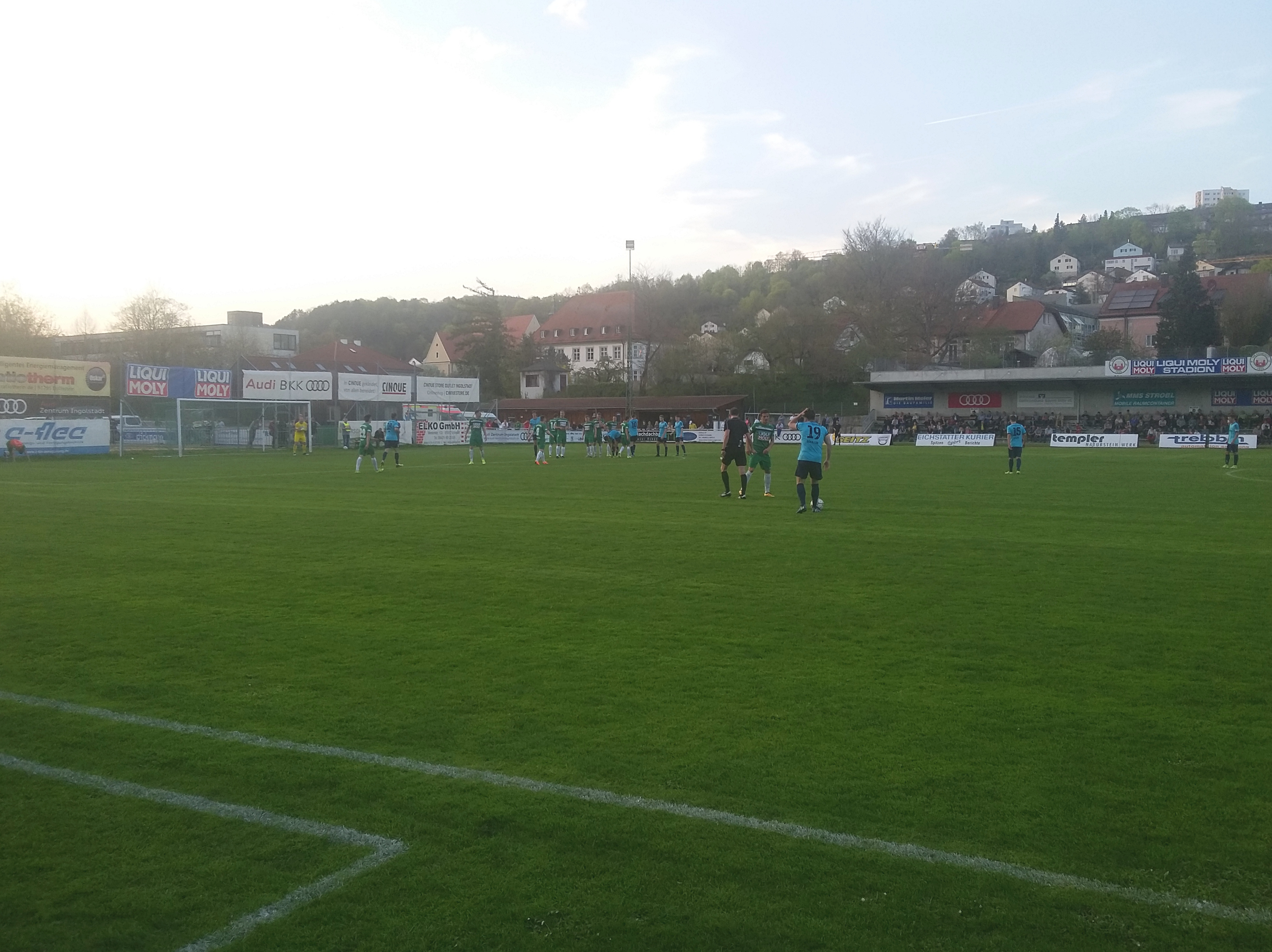
Freistoß für den FV Illertissen beim Spiel der Regionalliga Bayern gegen den VfB Eichstätt (1:1) am 17. April 2018

Im Zuge der Regionalligareform und des Wechsels in den bayerischen Fußballverband gelang dem FV Illertissen als Viertplatziertem der Aufstieg in die neue Regionalliga Bayern zur Saison 2012/13. Gleich in der ersten Regionalligaspielzeit sicherte sich der FVI als beste bayerische Amateurmannschaft die Teilnahme am DFB-Pokal 2013/14. Die Illertissener verloren jedoch in der ersten Hauptrunde mit 0:2 gegen Eintracht Frankfurt. Auf die Beantragung einer möglichen Profilizenz für die 3. Liga hatte der Verein bereits im März 2013 aufgrund mangelnder finanzieller Unterstützung durch die Stadt Illertissen verzichtet, da unter anderem die Stadionkapazität hätte vergrößert und der Rasen erneuert werden müssen. In der folgenden Saison 2013/14 konnte der FV Illertissen mit dem 2. Platz hinter der zweiten Mannschaft des FC Bayern München die bayerische Amateurmeisterschaft verteidigen; damit sicherte sich der Verein auch in der Saison 2014/15 einen Startplatz in der ersten Hauptrunde des DFB-Pokals. Diesmal schied er gegen den SV Werder Bremen mit 2:3 nach Verlängerung aus. In der Liga reichte es nur für einen Platz im Tabellenmittelfeld; auf Rang 9 schloss man punktgleich mit der zweiten Mannschaft des FC Augsburg ab. Die beiden folgenden Spielzeiten schloss der FV als jeweils Fünftplatzierter ab; am 29. September 2016 hatte der Kroate Ilija Aračić den Trainerposten für Holger Bachthaler übernommen, als der FVI auf Platz 13 abgerutscht war. Nach dem Wechsel von Aračić zum VfB Stuttgart (er wurde Co-Trainer der 1. Mannschaft) übernahm Herbert Sailer ab dem 31. Januar 2018 bis zum Ende der Saison das Training des FV Illertissen. Die Saison 2017/18 beendete der FVI auf Platz 10.
In der Saison 2021/22 gewann der FV Illertissen erstmals den Bayerischen Toto-Pokal und damit den ersten Verbandspokal seit 1963. In der Saison 2022/23 konnte der Titel verteidigt, in der Saison 2024/25 wiedererlangt werden.

## Erfolge
- WFV-Pokal 1963
- Aufstieg in die Oberliga Baden-Württemberg 2008
- Finale des WFV-Pokal 2010
- Bayerische Amateurmeisterschaft 2013, 2014
- Teilnahme am DFB-Pokal 2013/14, 2014/15, 2022/23, 2023/24 und 2025/26
- Bayerischer Toto-Pokal 2021/22, 2022/23 und 2024/25

## Rivalität
Eine besondere Rivalität bestand mit der SpVgg Au/Iller, welche im gleichnamigen Illertisser Stadtteil beheimatet ist. Nachdem beide einige Jahre lang in der Verbandsliga gespielt hatten, gelang den Mannschaften 2008 zusammen der Aufstieg in die Oberliga. Seit dem Aufstieg in die Regionalliga ist eine Derbyrivalität mit dem FC Memmingen entstanden.

## Persönlichkeiten
- Günter von Au, Vizepräsident der Clariant AG
- Nicolas Keckeisen, später Profi bei FC Admira Wacker Mödling
- Vitalij Lux, später Profi bei der SpVgg Unterhaching und Nationalspieler von Kirgisistan
- Emil Noll, später Profi bei Alemannia Aachen, TuS Koblenz, SC Paderborn 07 und FSV Frankfurt
- Alexander Nollenberger, später Profi bei SpVgg Bayreuth und 1. FC Magdeburg
- Walter Roller, Chefredakteur Augsburger Allgemeine
- Semir Telalovic, später Profi bei Borussia Mönchengladbach und SSV Ulm 1846

## Erste Mannschaft

### Kader 2024/25
Stand: 3. April 2025
| Nr.        | Nat.                    | Spieler               | Geburtstag    | Vertrag seit | letzter Verein           |
| ---------- | ----------------------- | --------------------- | ------------- | ------------ | ------------------------ |
| Tor        |                         |                       |               |              |                          |
| 01         | Deutschland             | Markus Ponath         | 13. Jan. 2001 | 01.07.2024   | FC Ingolstadt 04         |
| 27         | Deutschland             | Valentin Rommel       | 3. Juli 2004  | 01.07.2023   | SSV Ulm 1846 U19         |
| 34         | Deutschland             | Maximilian Weisbäcker | 18. Apr. 2001 | 01.07.2024   | TSV Aubstadt             |
| Abwehr     |                         |                       |               |              |                          |
| 02         | Deutschland             | Max Zeller            | 12. Juni 1999 | 01.07.2018   | eigene Jugend            |
| 03         | Deutschland Benin       | Liam Omore            | 20. März 2003 | 01.07.2023   | SC Konstanz-Wollmatingen |
| 04         | Danemark Deutschland    | Lasse Jürgensen       | 16. Feb. 1998 | 01.07.2024   | VfR Aalen                |
| 05         | Deutschland             | Alexander Kopf        | 23. Jan. 2001 | 01.08.2024   | FC Schalke 04 II         |
| 11         | Deutschland             | Marco Gölz            | 10. Juli 2001 | 05.07.2020   | 1. FC Heidenheim U19     |
| 11         | Deutschland             | Patrick Ekinci        | 29. März 2003 | 01.07.2024   | eigene Jugend            |
| 19         | Deutschland             | Nico Fundel           | 15. Jan. 2001 | 01.07.2022   | FC Memmingen             |
| 22         | Deutschland             | Niklas Jeck           | 18. Sep. 2001 | 01.07.2023   | Wormatia Worms           |
| 23         | Deutschland             | David Udogu           | 30. Jan. 2003 | 23.01.2024   | FC Ingolstadt 04         |
| 38         | Deutschland             | Maximilian Neuberger  | 23. März 2000 | 01.07.2023   | FC Ingolstadt 04         |
| Mittelfeld |                         |                       |               |              |                          |
| 13         | Deutschland             | Daniel Hausmann       | 12. Feb. 2003 | 01.07.2025   | FC Augsburg II           |
| 06         | Kroatien Deutschland    | Marin Pudić           | 23. Apr. 2000 | 01.07.2023   | FC Pipinsried            |
| 08         | Serbien Deutschland     | Miloš Cocić           | 5. Juni 2003  | 01.07.2024   | TSV 1860 München         |
| 10         | Deutschland             | Marco Mannhardt       | 4. Juli 2002  | 27.08.2024   | SC Verl                  |
| 18         | Deutschland             | Luis Pfaumann         | 18. Okt. 2001 | 01.07.2024   | TSV Berg                 |
| 20         | Deutschland             | Gökalp Kılıç          | 21. Jan. 2000 | 25.08.2022   | FC Memmingen             |
| Angriff    |                         |                       |               |              |                          |
| 07         | Deutschland             | Yannick Glessing      | 9. Feb. 1998  | 01.07.2016   | TSV Neu-Ulm              |
| 16         | Deutschland             | Franz Helmer          | 11. Okt. 2000 | 01.07.2023   | Würzburger Kickers       |
| 17         | Deutschland             | Luka Petrovic         | 1. Okt. 2005  | 01.07.2024   | 1. FC Heidenheim U19     |
| 21         | Bosnien und Herzegowina | Denis Milic           | 30. Juli 2004 | 01.01.2024   | eigene Jugend            |
| 31         | Deutschland             | Tobias Rühle          | 7. Feb. 1991  | 30.01.2024   | SSV Ulm 1846             |
| 37         | Angola Deutschland      | Eliot Muteba          | 20. Juni 2003 | 03.02.2025   | TSV 1860 München         |

## Stadion

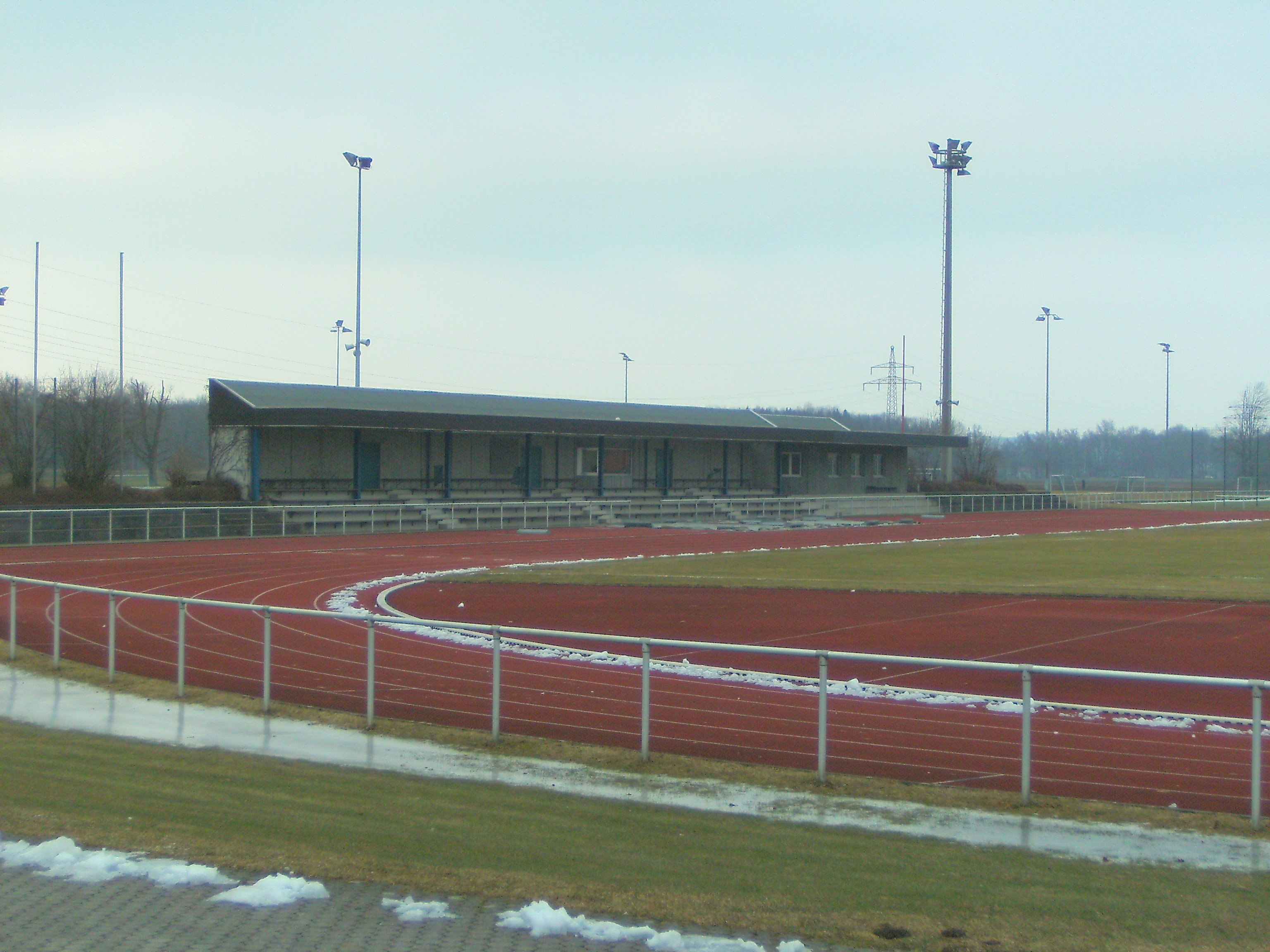
Stadion FV Illertissen (2009)

Der FV Illertissen trägt seine Heimspiele im Vöhlinstadion im Sportzentrum Illertissen aus. Das Stadion, das etwa 3.000 Zuschauern Platz (rd. 600 Sitzplätze) bietet, ist nach dem Patriziergeschlecht der Vöhlin benannt, welches über mehrere Jahrhunderte in und über Illertissen herrschte.

## Fans
Eine Fanszene des FV Illertissen war jahrelang praktisch nicht existent.
Durch ein im Mai 2013 bei YouTube hochgeladenes Video erlangte der Verein ungeahnte Bekanntheit. Es zeigt einen einsamen Fan, umgeben von einer Handvoll Zuschauer, der ein eigens ausgedachtes Lied singt und rhythmisch auf die Trommel schlägt. Besonders der Refrain Illertissen spielt international brachte es zu großer Bekanntheit.
Danach gab der Fan Interviews und wurde z. B. zu TV total eingeladen.